# Wspólnota administracyjna Sparneck
Wspólnota administracyjna Sparneck – wspólnota administracyjna (niem. Verwaltungsgemeinschaft) w Niemczech, w kraju związkowym Bawaria, w rejencji Górna Frankonia, w regionie Oberfranken-Ost, w powiecie Hof. Siedziba wspólnoty znajduje się w Sparneck. Przewodniczącym jej jest Gerhard Loy.
Wspólnota administracyjna zrzesza gminę targową (Markt) oraz gminę wiejską (Gemeinde):
- Sparneck, gmina targowa, 1 637 mieszkańców, 16,36 km²
- Weißdorf, 1 187 mieszkańców, 21,90 km²